# Alê Abreu
Alê Abreu (ur. 6 marca 1971 w São Paulo) – brazylijski reżyser i scenarzysta. Jego pierwszym filmem pełnometrażowym był „Garoto Cósmico” z 2007. Film został wyświetlony na festiwalu Anima Mundi. Drugi film Abreaua, „Chłopiec i świat” zdobył przychylne recenzje krytyków, co poskutkowało nominacją do Oscara.